# Wang Jianan
Wang Jianan (chinês: 王嘉男;; Shenyang, 27 de agosto de 1996) é um atleta chinês especializado no salto em distância. 
Campeão mundial júnior em 2014 em Eugene, Estados Unidos, venceu a prova nos Jogos Asiáticos de 2018 na Indonésia. Em 2022 foi campeão mundial adulto na mesma cidade onde havia sido campeão mundial júnior oito anos antes, Eugene.